# Édouard Roche
Édouard Albert Roche (Montpellier, França, 17 de outubro de 1820 – Montpellier, 27 de abril de 1883) foi um cientista francês cujos estudos mais conhecidos concentram-se na mecânica celestial. Em seu nome são definidos os conceitos da Esfera de Roche, Limite de Roche e Lóbulo de Roche.

## Biografia
Ele nasceu em Montpellier e estudou na Universidade de Montpellier, recebendo seu D.Sc. em 1844 e mais tarde se tornando professor na mesma instituição, onde serviu na Faculté des Sciences a partir de 1849. Roche fez um estudo matemático da hipótese nebular de Laplace e apresentou seus resultados em uma série de artigos para a Academia de Montpellier de sua nomeação até 1877. Os mais importantes foram os cometas (1860) e a própria hipótese nebular (1873). Os estudos da Roche examinaram os efeitos de fortes campos gravitacionais sobre enxames de partículas minúsculas.
Ele é talvez mais famoso por sua teoria de que os anéis planetários de Saturno foram formados quando uma grande lua gelada chegou muito perto de Saturno e foi separada por forças gravitacionais. Ele descreveu um método para calcular a distância na qual um objeto mantido unido apenas pela gravidade se quebraria devido às forças da maré; essa distância ficou conhecida como limite de Roche.
Seus outros trabalhos mais conhecidos também envolveram a mecânica orbital. A esfera Roche descreve os limites nos quais um objeto que está em órbita em torno de dois outros objetos será capturado por um ou outro, e o lóbulo Roche se aproxima da esfera gravitacional de influência de um corpo astronômico em face de perturbações de outro corpo mais pesado em torno da qual orbita.

## Trabalhos
As obras de Roche são em francês, sua língua vernácula.
- Liste des œuvres de M. Édouard Roche, p. 33, no Google Livros, in Mémoires de la Société des sciences, de l'agriculture et des arts de Lille, 1885 (34 items)